# Personaggi di Carletto il principe dei mostri

Carletto e il trio dei mostri così come appaiono nell'anime

Quella è la lista dei personaggi di Carletto il principe dei mostri, manga di Fujiko Fujio. Essi compaiono anche nelle due serie televisive anime del 1968 e del 1980, da esso tratte.

## Personaggi principali

### Carletto
Carletto Taro De Mostris (怪物 太郎?, Kaibutsu Tarō) è il figlio del re di Mostrilandia, il Paese dei mostri. È una piccola creatura dall'aspetto di un bambino, anche se si capirà ben presto che ha più della sua età apparente. Ha il potere di cambiare forma, dimensioni, volto e di allungare mani e piedi. In alcuni episodi si muove su una scopa volante ed è anche capace di diventare incandescente o di trasformarsi in materiali come pietra o diamante. Dispone inoltre di potenti poteri mentali (telepatia  e telecinesi) e di una forza sovrumana. Caratterialmente, Carletto è molto simpatico e coraggioso, ma a volte è particolarmente irascibile. Nel corso della serie, Carletto porta sempre un cappello che non toglie mai, nemmeno quando dorme.
Abbandonata Mostrilandia con i suoi servitori - il nobile Conte Dracula, il cuoco Wolf e il maggiordomo Frank - va a vivere a Tokyo in una vecchia casa. Stringe amicizia con Hiroshi Ichikawa, ragazzino delle elementari furbo e intraprendente che vive con sua sorella. Carletto usa un passaggio segreto dentro il frigorifero che lo porta a diventare suo vicino di casa. Nel corso della serie, Carletto deve affrontare numerosi mostri, provenienti dal quartier generale di tutti i demoni, che vogliono terrorizzare la città. A volte questi mostri si dimostrano meno terribili di quanto sembrino da principio, inoltre alcuni di loro sono mostri buoni che non sono capaci di terrorizzare nessuno. Il nemico ricorrente di Carletto è l'alieno Bem, che vuole carpirgli i poteri per conquistare il mondo. È doppiato in giapponese da Fuyumi Shiraishi nella prima stagione, da Masako Nozawa nella seconda, e in italiano da Massimo Corizza e da Alessio Cigliano negli OAV.

### Il trio dei mostri
Il trio dei mostri (怪物ギャング?, Kaibutsu Gang) è un gruppo composto da:
- Frank è il maggiordomo della casa. È innocente e sensibile, ma grande e con forza sovrumana. Parla con un linguaggio che solo i mostri capiscono (il caratteristico “MEHEHE”).
- Conte Dracula, il più colto ma indisciplinato del trio, beve il succo di pomodoro invece che il sangue umano.
- Wolf, di giorno è umano mentre di notte è un lupo mannaro. È il cuoco della casa.

Carletto, il principe di Mostrilandia, decide di partire da casa in cerca di avventure accompagnato dai suoi tre amici, Lupo, Frank e Dracula. Giunti a Tokyo, sulla Terra, s'insediano in una casa abbandonata e conoscono Hiroshi Ichikawa, un ragazzo che vive con la sorella. Hiroshi e Carletto diventano subito amici e quindi il gruppo di mostri decide di fermarsi a Tokyo. Tuttavia, a parte Carletto, restano sempre nascosti in casa per non spaventare la gente del quartiere.
Nel doppiaggio originale giapponese, il trio hanno sempre delle parole finali: il Conte dice sempre "zamasu" e Wolf dice sempre "gansu", mentre Frank continua a ripetere la parola "funga". Frank è doppiato in giapponese da Masao Imanishi nella prima stagione e da Taro Sagami e Shingo Kanemoto nella seconda, e in italiano da Aldo Barberito nel primo, da Pietro Ubaldi nel secondo e da Stefano Cutaia nel terzo doppiaggio. Il Conte Dracula è doppiato in giapponese da Hiroshi Otake nella prima stagione e da Kaneta Kimotsuki nella seconda, e in italiano da Roberto Del Giudice nel primo, da Paolo De Santis nel secondo e da Luca Ghignone nel terzo doppiaggio. Wolf è doppiato in giapponese da Shingo Kanemoto nella prima stagione e da Takuzō Kamiyama nella seconda, e in italiano da Rodolfo Baldini nel primo, da Oliviero Corbetta nel secondo e da un giovane e bravissimo Pietro Ubaldi nel terzo doppiaggio.

### Hiroshi Ichikawa
Hiroshi Ichikawa (市川ヒロシ?, Ichikawa Hiroshi) è un orfano che vive con la sorella Sis, la quale si prende cura di lui come una madre. Diventa subito il migliore amico del suo vicino di casa Carletto e della sua fidanzata Kaiko. Hiroshi desidera rendere felice la sorella, nonostante creda che lei sia estremamente severa con lui. È considerato da tutti un gran pasticcione che finisce quasi sempre nelle grinfie dei mostri che vogliono conquistare il mondo. È l'antagonista principale del film live action, nella veste del principe arabo. È doppiato in giapponese da Minori Matsushima nella prima stagione e da Katsue Miwa nella seconda, e in italiano da Fabrizio Manfredi nel primo e da Massimo Di Benedetto nel secondo doppiaggio.

### Utako Ichikawa
Utako Ichikawa (市川歌子?, Ichikawa Utako), detta Sis, è la sorella maggiore di Hiroshi e vive con lui in una villetta di una strada periferica di Tokyo. Essendo orfani è lei a prendersi cura di Hiroshi come una madre, lavorando di giorno in un'azienda. Alle volte è un poco severa con lui, ma gli è molto legata ed è sempre molto premurosa nei suoi confronti. Quando incontra il protagonista Carletto, suo vicino di casa, diventa sua grande amica. È doppiata in giapponese da Mariko Mukai nella prima stagione e da Chiyoko Kawashima nella seconda, e in italiano da Emanuela Fallini nel primo, da Graziella Polesinanti nel secondo e da Barbara Vivacqua nel terzo doppiaggio.

### Kaiko
Kaiko (怪子ちゃん?, Kaiko-chan) è figlia dei duchi di Mostrilandia ed è la ragazza di Carletto. Ha l'apparente aspetto di una bambina dai capelli biondi e abiti bianchi. Ragazza buona ma orgogliosa, ha strani capelli che si allungano come se fossero dei tentacoli ogni volta che si arrabbia. Ad eccezione che con i mostri, solo con Hiroshi è l'unica ad essere gentile. È doppiata in giapponese da Eiko Masuyama e in italiano da Carla Comaschi, da Martina Tamburello e da Francesca Rossiello negli OAV.

### Dottor No
Dottor No (ドクター・ノオ?, Dokutā Noo) è il medico che lavora sulla Terra in una clinica per le cure dei mostri. Ha l'aspetto di un umano, con capelli bianchi, denti sporgenti e occhi piccoli. È doppiato in giapponese da Reizō Nomoto e in italiano da Carlo Croccolo.

### Bem
Bem (銀行?) è un alieno azzurro con un occhio solo e un naso lungo, proveniente dal pianeta Berabo. Antagonista principale della storia, appare solo in sei puntate nel tentativo di sbarazzarsi di Carletto, Hiroshi, Sis e i tre mostri. È doppiato in giapponese da Hiroshi Ōtake e Shun Yashiro e in italiano da Gastone Pescucci.

## Mostri ricorrenti
- L'Uomo Pesce (半魚人), appartenente dall'Amazzonia.
- Nobilas (ノンビラス, Nonbirasu), è uno strano mostro tipo dinosauro verde.
- Kong (ゴリラキング), una parafrasi di King Kong, è il re dei gorilla.

## Altri mostri
- L'Uomo Invisibile (透明人間), è un tipo che è invisibile, ma quando indossa gli occhiali e le bende di mummia, diventa visibile.
- Nonna Grimm (グリムばあさん), una maga che abita in Germania, è l'aiutante di Carletto.
- Granny Cornacchia (クローばあや), un'anziana servitrice che vola come una cornacchia, è l'aiutante di Kaiko.
- Il re dei mostri (怪物大王, kaibutsu daio), è il padre di Carletto che si preoccupa per il futuro nei confronti comportamentali del figlio che si trasferisce sulla Terra. Nell'episodio finale diventa felice dopo che Carletto torna a Mostrilandia per aver superato tanti guai.
- Gameru e Gamel, sono due fratelli tartaruga.
- Funija, il mostro omolle.
- Demokin o Demonkid (デモキン, Demokin), è il principe di tutti i demoni e figlio del grande re dei demoni. Si dimostrerà un cuore tenero per Carletto, diventando per sempre amici.
- Gaburo (ガブロ, Gaburo), un tirannosauro rosso.
- Grugno (ゴロニャーン, Gorugen) Una specie di gatto rosa in cerca di orecchie.
- Willy (マタクル三, Makaturu), è il mostro tiravento.
- Dotamakachin (ドタマカチン, Dotamakachin), il mostro di roccia, campione di wrestling.
- Maniwa o Haniwa (ハニワくん, Haniwa kun), è uno strano bambino di cera. È l'unico mostro che a causa di Hiroshi che lo ha incontrato, non può mai perdonare nessuno, cioè in nessuna cattiva azione, trattando male i malcapitati per sempre come si deve. Si trasforma in un gigantesco demonio.
- Il genio della bottiglia (ビンの中の巨人), che esaudisce tre desideri.
- Ata (アタマデン, Atatamen), un cervello parlante. La sua potenza è l'onda magnetica.
- Salud è il capo della tribù di scimmie del sottosuolo.
- Babbalone, un mostro dall'aria tonta che può cambiar faccia.
- Fratelli siamesi, due mostri di pietra litiganti.
- Genio della sabbia, una specie di mostro ricoperto di sabbia.
- Famedoro, un mostro ricoperto d'oro.
- Uomo Serpente, un tipo arabo, che vuole catturare ogni ragazzo che si chiama Hiroshi.
- Gargon, una medusa gigante che quando si arrabbia dà una scossa elettrica.
- Sbadiglio, un fantasma nero che fa addormentare la gente.
- Lord Pavone, il disegnatore di moda.
- Dolan, l'uccello mostro.
- Insetto gigante, il re delle cicale.
- Sohara, il cactus venuto dallo spazio.
- Cane, uno strano cane bianco che quando vede i desideri pensierosi della gente, diventa spesso un mostro.
- Gorgone, una specie di donna coi capelli di medusa.
- Mebar, una macchina da corsa parlante.
- Maiò, un robot gigante che si scambia per una casa.
- Pack, un bizzarro animale che sembra un procione incrociato con un maiale nero, Pack è un regalo del padre di Carletto a Carletto stesso: è un animale con il potere di creare un sogno tridimensionale a chiunque lo desideri. Hiroshi ne approfitta per chiedere qualcosa che aveva in mente da tempo: riabbracciare ancora una volta la sua defunta madre.
- Skeleton, uno scheletro che vuole fare il cantante.
- Rosa carnivora, un giorno, una signora col mantello nero, regala a Hiroshi una rosa pericolosa.
- La setta degli scavatori, un gruppo di roditori che vogliono conquistare la superficie della Terra.
- La setta dei demoni o anche Il quartier generale demoniaco, un gruppo di mostri indiavolati che minacciano sulla Terra.
- Lo iettatore, un tipo che fa portare sfortuna a tutti.
- Muscolo (ウル・マッスル), un alieno giallo.
- Mosca, un uomo con la testa di mosca e una benda all'occhio sinistro. Prima era una persona che detestava l'igiene, poi un giorno si svegliò e si vide trasformato in un uomo-mosca capace di controllare le altre mosche fino a diventarne il signore. Grazie all'insetticida di Carletto, riacquista le sue normali sembianze.
- L'Uomo Condor (コンドル魔人, konduru majin). Uomo sognatore ossessionato dal volo, esprime con tutte le sue forze il desiderio di diventare un uccello sino a diventare un uomo-uccello.
- Il ragazzo delle nevi (雪小僧), è il figlio dell'uomo delle nevi. La sua testa è formata da un fiocco di neve.
- Uomo Pioggia, il vendicatore dell'acqua.
- Bug, il creatore del museo delle cere.
- Uomo Zanzara (蚊男モスキートマン). Come il Conte Dracula, anche lui succhia il sangue umano.
- Fulmino, una creatura elettrica e figlio del grande tuono, e scappato di casa, si ospita a casa di Hiroshi e sua sorella che si sentono d'accordo con lui, sotto però alla gelosia di Carletto (per il tradimento di Hiroshi) che vuole mandarlo via. Così sarebbe lui la causa dei guai nella serie, e si dimostra più fifone di Hiroshi.
- Joker, un alieno divertente che diventa invisibile, cambia aspetto, fa divertire la gente e lancia le uova tuonanti.
- Frank n. 2, molto simile a Frank, è cattivosamente il contrario, creato da Bem.
- Big Eye, è il capo della federazione dei mostri spaziali, per la conquista di Mostrilandia.
- Mamma di Carletto, appare solo nell'episodio finale della serie. Era preoccupata per Carletto dopo tre anni di assenza, di cui Carletto si è trasferito sulla Terra senza il permesso.

## Altri umani
- Ako, l'amica di Hiroshi.
- Banja, compagno di Hiroshi.
- Kizao, compagno di Hiroshi.
- Agente di polizia, poliziotto di Tokyo.
- Insegnante, maestro di Hiroshi.